# Koziołek liczy do dziesięciu
Koziołek liczy do dziesięciu / Koziołek, który liczył do dziesięciu (ros. Козлёнок, который считал до десяти) – radziecki krótkometrażowy film lalkowy z 1968 roku w reżyserii Władimira Diegtiariowa osnuty na tle bajki norweskiego pisarza Alfa Prøysena pt. Koziołek, który umiał liczyć do dziesięciu. Film skierowany do najmłodszych. Dowcipna opowieść z wykorzystaniem arytmetyki.

## Role głosowe
- Kłara Rumianowa jako Koziołek
- Anatolij Papanow jako Gąsior
- Gieorgij Wicyn jako Koń
- Michaił Janszyn jako Byk
- Julija Julskaja jako Krowa, Cielątko, Świnka

## Animatorzy
Walerij Pietrow, Władimir Puzanow, Kiriłł Malantowicz, Wiaczesław Szyłobriejew